# Гояна
Гояна (порт. Goiana) — муниципалитет в Бразилии, входит в штат Пернамбуку. Составная часть мезорегиона Мата-Пернамбукана. Входит в экономико-статистический микрорегион Мата-Сетентриунал-Пернамбукана. Население составляет 74 782 человека на 2004 год. Занимает площадь 153,229 км². Плотность населения — 494 чел./км².
Праздник города — 5 мая.

## История
Город основан в 1560 году.

## Статистика
- Индекс развития человеческого потенциала на 2000 год составляет 0,69 (данные: Программа развития ООН).

## География
Климат местности: тропический.